# Habronyx robustus
Habronyx robustus là một loài tò vò trong họ Ichneumonidae.